# Stade Municipal de la Ville de Differdange
Stade Municipal de la Ville de Differdange – stadion piłkarski w Oberkorn (Differdange), w Luksemburgu. Został otwarty 5 sierpnia 2012 roku. Może pomieścić 3500 widzów. Swoje spotkania rozgrywają na nim piłkarze klubów FC Differdange 03 i CS Oberkorn.
Nowy stadion piłkarski wybudowano w miejscu starego Stade Municipal, który posiadał bieżnię lekkoatletyczną. Prace budowlane rozpoczęły się w maju 2011 roku, a otwarcie nowego stadionu miało miejsce 5 sierpnia 2012 roku. Na inaugurację FC Differdange 03 pokonało w meczu pierwszej kolejki sezonu ligowego 2012/2013 drużynę Progrès Niedercorn 2:1. Poza FC Differdange 03 (grającym dotychczas na Stade du Thillenberg) na nowy obiekt wprowadził się również gospodarz dawnego Stade Municipal, drużyna CS Oberkorn. 15 sierpnia 2012 roku na stadionie rozegrano mecz towarzyski reprezentacji Luksemburga i Gruzji (1:2).
Budowa stadionu kosztowała ponad 21,5 mln €. Pojemność obiektu wynosi 3500 widzów, z czego 1800 miejsc znajduje się na zadaszonej trybunie głównej, usytuowanej po stronie południowej. Stadion wyposażony jest m.in. w sztuczne oświetlenie. Niedługo po otwarciu pojawił się pomysł dobudowania dodatkowych trybun po stronie północnej i wschodniej, dzięki czemu pojemność areny miała wzrosnąć do 8200 widzów i obiekt stałby się nowym stadionem narodowym. Pomysł ten ostatecznie nie doczekał się jednak realizacji.